# The Last Man on Earth (série de televisão)

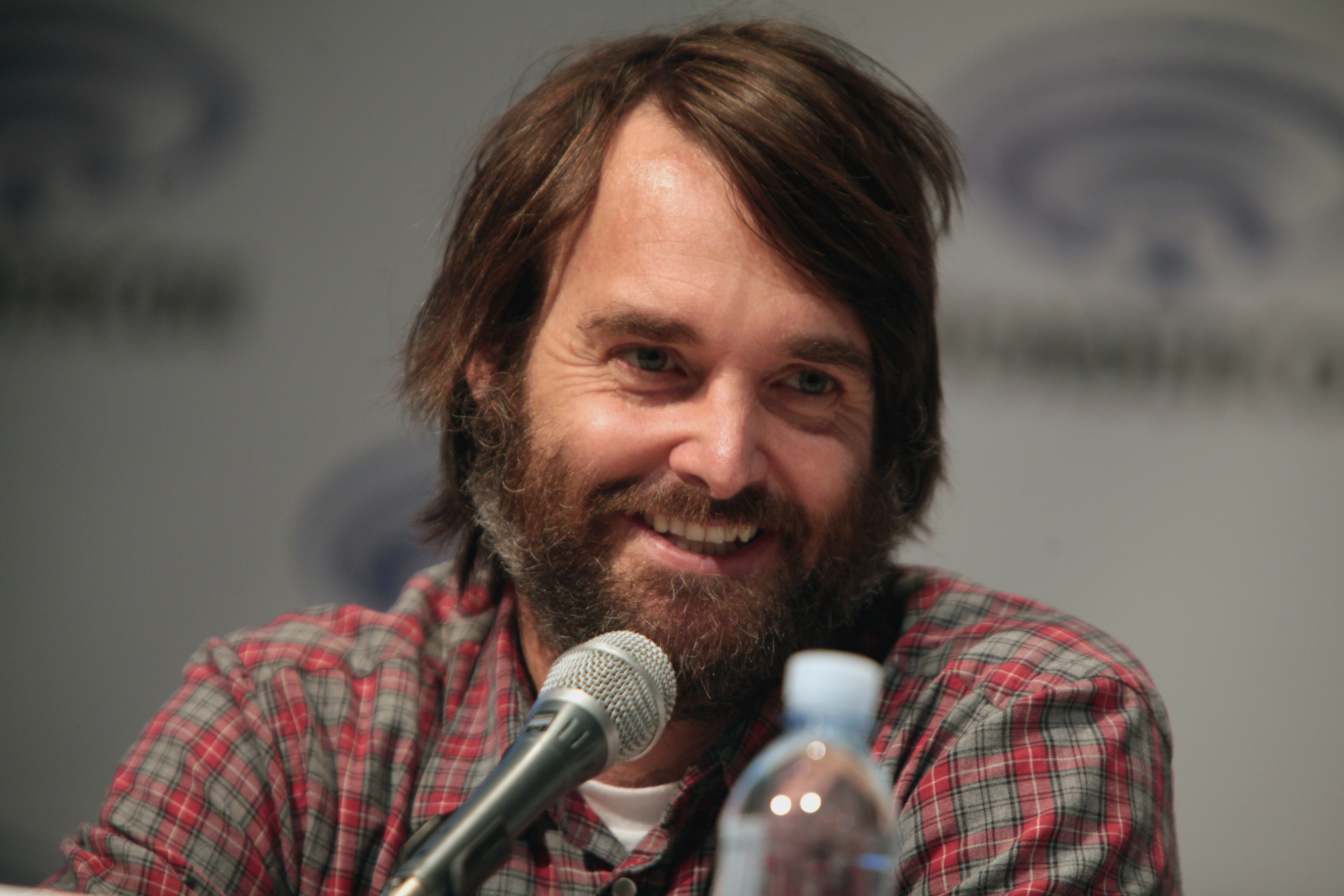
Will Forte falando no Wondercon 2015, para "The Last Man on Earth", no Anaheim Convention Center em Anaheim, Califórnia. Por favor, atribua a Gage Skidmore se usado em outro lugar.

O Último Cara da Terra (no original, The Last Man on Earth) é uma série de televisão americana de comédia pós-apocalíptica criada e estrelada por Will Forte. O episódio piloto foi escrito por Will Forte e dirigido por Phil Lord e Christopher Miller.
A série estreou originalmente na rede de TV americana Fox no dia 1 de maio de 2015 e foi renovada para uma segunda temporada no dia 8 de abril do mesmo ano.
A segunda temporada estreou no dia 27 de setembro de 2015. Em 10 de maio de 2018, a Fox cancelou a série após quatro temporadas.
No Brasil a série estreou no dia 12 de julho de 2015 no canal FX Brasil.

## Elenco
| Ator              | Personagem             |
| ----------------- | ---------------------- |
| Will Forte        | Phil "Tandy" Miller    |
| Kristen Schaal    | Carol Andrew Pilbasian |
| January Jones     | Melissa Chartres       |
| Mel Rodriguez     | Todd                   |
| Cleopatra Coleman | Erica                  |
| Mary Steenburgen  | Gail                   |
| Boris Kodjoe      | Phil Miller            |
| Jason Sudeikis    | Mike Miller            |
| Will Ferrell      | Gordon Vanderkruik     |

## Enredo
Phil Miller era apenas um cara normal que amava sua família e odiava seu emprego no banco. Agora ele parece ser a última alma viva do planeta e a última esperança da humanidade.
O ano é 2020 e, depois que um vírus letal acabou com a vida humana em todo o planeta, apenas Phil sobreviveu. Usando seu carro, ele rodou o país em busca de outros sobreviventes, tendo viajado para todas as cidades dos Estados Unidos, México e Canadá, sem encontrar ninguém.
Enquanto retorna para sua cidade natal em Tucson, Phil chega à conclusão de que é, com quase toda a certeza, o último homem vivo sobre a face da Terra.

## Recepção e audiência
No site Metacritic, a série foi bem avaliada. De 100 reviews, foi bem avaliada em 72.
A classificação no IMDBé de 7,5 estrelas, baseado em opiniões de 24 mil usuários.
O primeiro episódio da série foi assistido por 5.75 milhões de pessoas nos Estados Unidos, o mais assistido da emissora na temporada. Na semana seguinte, a série foi assistida por 4.35 milhões de espectadores, o que é considerado ótima audiência.
Na segunda temporada, a série mostrou uma baixa na reestreia. O primeiro episódio marcou 3.07 milhões de espectadores, o segundo teve 3.30 milhões.

## Prêmios e indicações
| Ano  | Premiação                        | Categoria                             | Indicado                                             | Resultado |
| ---- | -------------------------------- | ------------------------------------- | ---------------------------------------------------- | --------- |
| 2015 | Critics' Choice Television Award | Melhor ator em série de comédia       | Will Forte                                           | Indicado  |
| 2015 | Primetime Emmy Award             | Melhor ator em série de comédia       | Will Forte                                           | Indicado  |
| 2015 | Primetime Emmy Award             | Melhor roteirista em série de comédia | Will Forte por "Alive in Tucson"                     | Indicado  |
| 2015 | Primetime Emmy Award             | Melhor direção em série de comédia    | Phil Lord e Christopher Miller por "Alive in Tucson" | Indicado  |
| 2015 | Primetime Emmy Award             | Melhor edição em série de comédia     | Stacey Schroeder                                     | Indicado  |
| 2015 | EWwy Award                       | Melhor série de comédia               | The Last Man on Earth                                | Indicado  |
| 2015 | EWwy Award                       | Melhor atriz coadjuvante              | Kristen Schaal                                       | Indicado  |
| 2015 | Writers Guild of America Award   | Melhor nova série                     | The Last Man on Earth                                | Indicado  |
| 2015 | Writers Guild of America Award   | Melhor episódio em série de comédia   | "Alive in Tucson" em The Last Man on Earth           | Indicado  |
| 2016 | Critics' Choice Television Award | Melhor série de comédia               | The Last Man on Earth                                | Indicado  |
| 2016 | Critics' Choice Television Award | Melhor ator em série de comédia       | Will Forte                                           | Indicado  |
| 2016 | Primetime Emmy Award             | Melhor ator em série de comédia       | Will Forte                                           | Indicado  |